# Ответен удар (2002)
Ответен удар (на английски: Backlash) е четвъртото годишно pay-per-view събитие от поредицата Ответен удар, продуцирано от Световната федерация по кеч (WWF). Събитието се провежда на 21 април 2002 г. в Канзас Сити, Мисури. Последно PPV за компанията под акронима WWF.

## Обща информация
В събитието участват кечисти от шоутата Първична сила и Разбиване. Това е първото PPV събитие след разширяване на марките и първото, което се провежда в Kemper Arena от На ръба през 1999 г. насам, в което Оуен Харт губи живота си.
Основният мач от шоуто Разбиване е Холивуд Хълк Хоган, който побеждава Трите Хикса, за да спечели Безспорната титла на WWF, а от марката Първична сила е между Гробаря и Ледения Стив Остин с Рик Флеър като специален гост съдия, който Гробаря печели. Друг мач от Първична сила е за Интерконтиненталната титла на WWF между Роб Ван Дам и Еди Гереро, който Гереро печели с туш, за да спечели титлата.

## Резултати
| №                                         | Резултати                                                                 | Правила | Време |
| ----------------------------------------- | ------------------------------------------------------------------------- | --- | ----- |
| 1                                         | Таджири (с Тори Уилсън) побеждава Били Кидман (ш)                         | Индивидуален мач за Титлата в полутежка категория на WWF                                                          | 9:08  |
| 2                                         | Скот Хол (с Екс Пак) поб. Брадшоу (с Фарук)                               | Индивидуален мач                                                                                                  | 5:43  |
| 3                                         | Джаз (ш) поб. Триш Стратъс чрез предаване                                 | Индивидуален мач за Титлата при жените на WWF                                                                     | 4:29  |
| 4                                         | Брок Леснар (с Пол Хеймън) поб. Джеф Харди (с Лита) чрез съдийско спиране | Индивидуален мач                                                                                                  | 5:32  |
| 5                                         | Кърт Енгъл поб. Острието                                                  | Индивидуален мач                                                                                                  | 13:25 |
| 6                                         | Еди Гереро поб. Роб Ван Дам (ш)                                           | Индивидуален мач за Интерконтиненталната титла на WWF                                                             | 11:43 |
| 7                                         | Гробаря поб. Ледения Стив Остин                                           | Индивидуален мач за определяне на #1 претендент за Безспорната титла на WWF с Рик Флеър като специален гост съдия | 27:03 |
| 8                                         | Били и Чък (ш) (с Рико) поб. Ал Сноу и Мейвън                             | Отборен мач за Отборните титли на WWF                                                                             | 5:58  |
| 9                                         | Холивуд Хълк Хоган поб. Трите Хикса (ш)                                   | Индивидуален мач за Безспорната титла на WWF                                                                      | 22:04 |
| - (ш) – указва шампиона/шампионите в мача |                                                                           | |       |